# FK Pardubice
Fotbalový klub Pardubice – czeski klub piłkarski grający w  I.Liga Czeska, mający siedzibę w mieście Pardubice.

## Historia
Klub został założony w 1910 roku jako Studentské sportovní sdružení Pardubice. W latach 1935–1936, 1937–1944 oraz 1946–1949 klub występował w rozgrywkach drugiej ligi czechosłowackiej. W 1960 roku nastąpiło połączenie z Tatranem Pardubice. W 2008 roku nastąpiło połączenie z FK Junior i MFK Pardubice
. W sezonie 2011/2012 awansował do drugiej ligi czeskiej. W sezonie 2019/2020 awansował do I.Liga Czeska (Fortuna Liga).

### Chronologia nazw
- 1910: Studentské sportovní sdružení Pardubice
- 1917: Studentská IX. Pardubice
- 1921: AFK Pardubice
- 1946: SK Tesla Pardubice
- 1948: SK Sparta Pardubice
- 1953: DSO Spartak Tesla Pardubice
- 1961: TJ Tesla Pardubice
- 1994: FC Pard Pardubice
- 1996: FK Tesla Pardubice
- 2008: FK Pardubice

## Stadion
Domowe mecze klub rozgrywa na stadionie o nazwie Letní stadion (CFIG Aréna ) w Pardubicach, który może pomieścić 4820 widzów.